# Achatz von Bismarck
Achatz Friedrich von Bismarck (* 14. Januar 1833 in Magdeburg; † 29. Mai 1874 in Guhlsdorf) war ein deutscher Verwaltungsbeamter.

## Leben
Achatz von Bismarck wurde als Sohn des Wilhelm von Bismarck-Briest und der Wilhelmine geb. von der Schulenburg geboren. Ludolf von Bismarck und Ulrich von Bismarck waren seine Brüder. Er studierte Rechtswissenschaften an der Georg-August-Universität Göttingen. 1854 wurde er Mitglied des Corps Saxonia Göttingen. Von Bismarck wurde 1864 Regierungsassessor bei der Regierung Posen. Von 1867 bis zu seinem Tod 1874 war er Landrat des Landkreises Ostprignitz. Er starb während einer Reise in Guhlsdorf an einem Herzschlag.